# Пони-плей

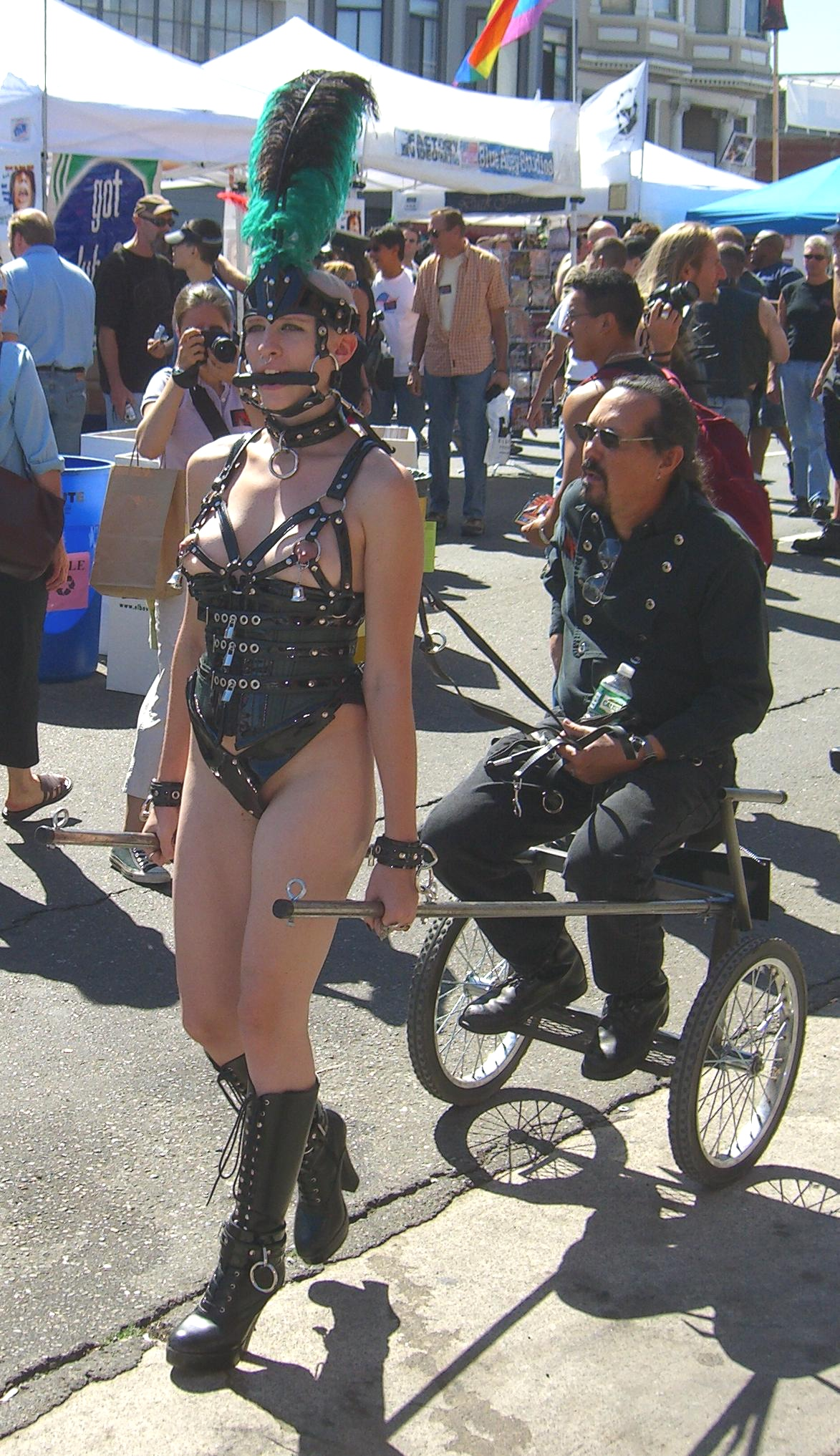
Пони-гёрл в упряжке

Пони-плей — одна из широко распространённых в БДСМ ролевых игр. В ней нижний партнёр принимает на себя роль пони и, как лошадь, на время игры лишается того, что дозволено человеку, освобождаясь при этом и от ответственности. Это — частный случай игровой деперсонализации, когда удовольствие партнёрами получается именно от изменения образа мышления.
Виды пони-плея: выездка, работа в упряжке, верховая езда, фетишный пони-плей.
- В выездке пони оценивается по её внешнему виду, аллюрам и стилю.
- Упряжные пони возят за собой маленькие тележки с седоком.
- На верховых пони ездят верхом (как правило, при этом пони передвигается на двух ногах).
- Фетишный стиль пони-плэй, иначе называемый раббер-пони: декоративная практика, в которой пони одевается в тугой, плотный латексный костюм, имитирующий очертания корпуса и морды лошади.

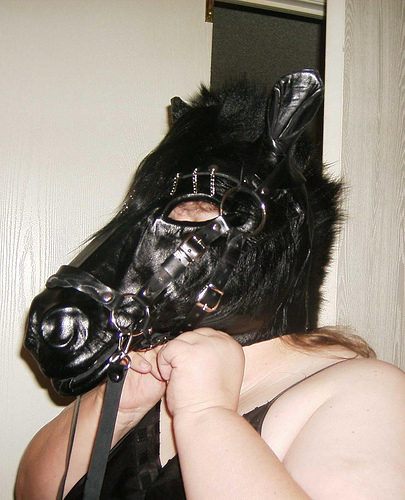
Маска лошади

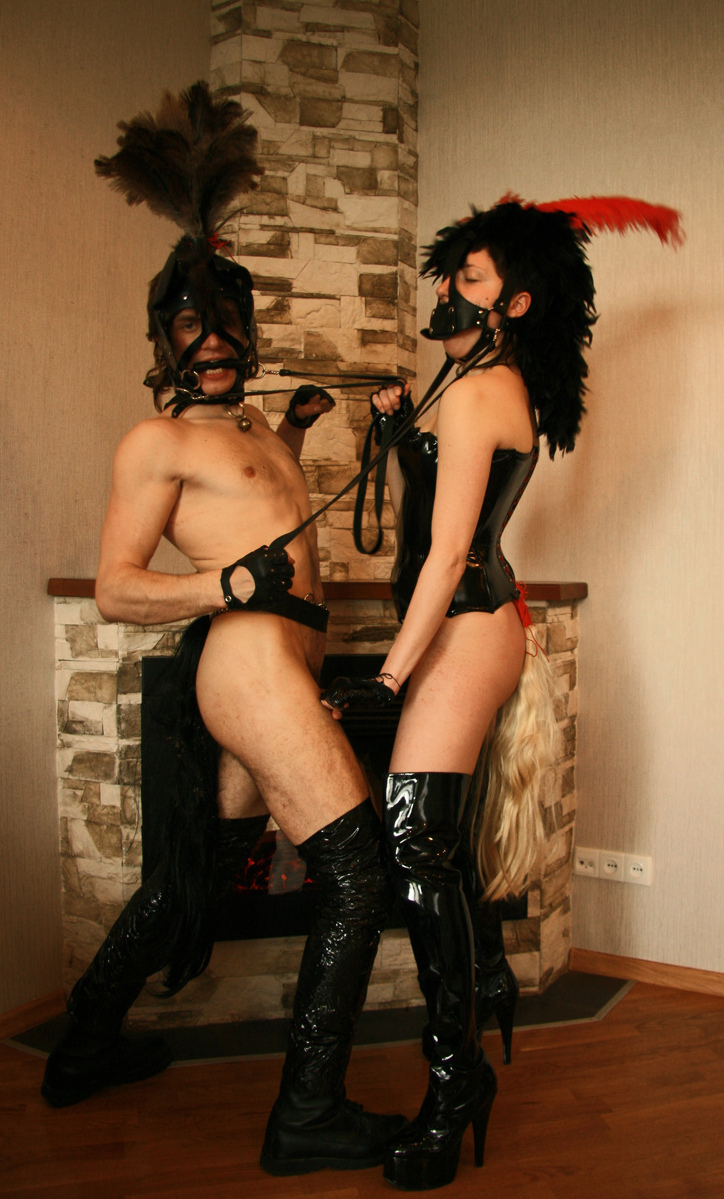
Парень и девушка пони

## Амуниция для пони-плея
Амуниция для игры состоит из набора приспособлений, создающих, кроме изменения внешнего вида и технических возможностей для работы в том или ином виде пони-плея, сильный бондажный эффект, а иногда и эффект сенсорной депривации (шоры). В упряжь часто входят корсет, уздечка (трензель и повод) либо специальная головная сбруя, сбруя на тело, сапоги, шоры на глаза, хвост на плаге или прикрепляемый к костюму, и плюмаж. Могут применяться также различные лошадиные маски, колокольчики, специальные костюмы (обычно изготавливаемые из ткани или из латекса) и т. п.
При этом каждый элемент амуниции отвечает целям конкретного вида пони-плея, в частности, сапоги для выездковых и раббер-пони обычно на высоком каблуке (до 15 см) и специальной формы в виде копыта (также могут изготавливаться и подобные имитации копыта, надеваемые на руки), а реалистик-пони (верховые и упряжные) носят удобную обувь.
Для управления движением применяется повод с трензелем, удары шпорой и шенкелем, стек и корда для тренировок.
Следует учесть, что по соображениям техники безопасности многие элементы игровой амуниции отличаются от применяемых для лошадей. В частности, трензель не должен быть металлическим, и т. п.